# 2022–2023-as női EHF-bajnokok ligája
A 2022–2023-as női EHF-bajnokok ligája az európai női kézilabda-klubcsapatok legrangosabb tornájának 30. kiírása volt. A címvédő ebben a szezonban a norvég Vipers Kristiansand csapata volt. Magyarországról két csapat kvalifikálta magát: az FTC-Rail Cargo Hungaria és a Győri Audi ETO KC.
A legjobb négy csapat az immár kilencedszer megrendezendő Final Four keretében döntötte el a bajnoki cím sorsát 2023. június 3-4-én Budapesten, az MVM Dome-ban. A Ferencváros–Esbjerg elődöntőre 20 022 néző látogatott ki, ami ezzel a valaha volt legtöbb néző előtt lejátszott női kézilabda-mérkőzés lett. Az előző csúcsot a 2013-as világbajnokság döntője tartotta, akkor Belgrádban 19 467 szurkoló látta a Szerbia–Brazília összecsapást.
Európai klubcsapatok mérkőzésén először a Final Fourban bevezették az edzői challenge-et. Egy mérkőzésen egyszer az edzőknek is volt lehetőségük kérni a videobíró használatát egy vitatott játékszituáció felülvizsgálatára, abban az esetben, ha a csapat még nem használta el az összes időkérési lehetőségét.

## Csapatok
15 országból összesen 21 csapat nevezett a bajnokságba a 2022. június 21-i határidőig. Selejtezőt ebben az évben sem rendeztek, a nevező csapatok közül választotta ki az EHF végrehajtó bizottsága a 16 indulót.
| Csoportkör              | Csoportkör            | Csoportkör              | Csoportkör               |
| ----------------------- | --------------------- | ----------------------- | ------------------------ |
| RK Lokomotiva Zagreb    | Team Esbjerg          | Odense Håndbold         | Metz Handball            |
| Brest Bretagne Handball | SG BBM Bietigheim     | FTC-Rail Cargo Hungaria | Győri Audi ETO KC        |
| Budućnost BEMAX         | Vipers KristiansandCV | Storhamar HE            | CSM București            |
| CS Rapid București      | RK Krim               | DHK Baník Most          | Kastamonu Belediyesi GSK |

## Sorsolás
A csoportkör sorsolását 2022. július 1-én tartják Bécsben. A csoportkörben két nyolc csapatos csoport lesz. Az első két kalapból véletlenszerűen sorsolják a csapatokat, majd a 3. kalap csapatait úgy osztják szét, hogy azonos nemzetbeli csapat ne kerüljön azonos csoportba. A negyedik kalapból ugyanígy járnak el a román indulóval.

### Kiemelés
| 1. kalap                                                            | 2. kalap                                                                     | 3. kalap                                                                  | 4. kalap                                                                   |
| ------------------------------------------------------------------- | ---------------------------------------------------------------------------- | ------------------------------------------------------------------------- | -------------------------------------------------------------------------- |
| Vipers Kristiansand Győri Audi ETO KC Metz Handball Odense Håndbold | CS Rapid București (női kézilabda) Budućnost BEMAX RK Krim SG BBM Bietigheim | Storhamar HE FTC-Rail Cargo Hungaria Brest Bretagne Handball Team Esbjerg | RK Lokomotiva Zagreb DHK Baník Most CSM București Kastamonu Belediyesi GSK |

## Csoportkör
A csoportkörben a 16 résztvevő csapatot két darab nyolccsapatos csoportra osztották. A csoporton belül a csapatok oda-vissza vágós rendszerű körmérkőzést játsszanak egymással. A csoportok első két helyén végző csapatai egyből a negyeddöntőbe jutnak, a 3-6. helyezettek pedig a nyolcaddöntőbe.

### A csoport
| #  | Csapat                  | M  | Gy | D | V  | G+  | G–  | Gk   | P  |
| -- | ----------------------- | -- | -- | - | -- | --- | --- | ---- | -- |
| 1. | Vipers Kristiansand     | 14 | 11 | 1 | 2  | 456 | 373 | +83  | 23 |
| 2. | CSM București           | 14 | 10 | 2 | 2  | 439 | 386 | +53  | 22 |
| 3. | Odense Håndbold         | 14 | 8  | 0 | 6  | 398 | 373 | +25  | 16 |
| 4. | FTC-Rail Cargo Hungaria | 14 | 7  | 1 | 6  | 407 | 374 | +33  | 15 |
| 5. | Krim                    | 14 | 6  | 0 | 8  | 399 | 405 | –6   | 12 |
| 6. | Brest Bretagne          | 14 | 5  | 2 | 7  | 377 | 378 | –1   | 12 |
| 7. | SG BBM Bietigheim       | 14 | 5  | 2 | 7  | 432 | 388 | +44  | 12 |
| 8. | DHK Baník Most          | 14 | 0  | 0 | 14 | 347 | 578 | –231 | 0  |

| VIP   | CSM   | ODE   | FTC   | KRI   | BRE   | BIE   | DHK   |
| ----- | ----- | ----- | ----- | ----- | ----- | ----- | ----- |
|       | 35–29 | 34–27 | 27–26 | 36–31 | 31–24 | 34–32 | 39–24 |
| 27–24 |       | 40–31 | 30–24 | 30–28 | 30–30 | 28–28 | 40–25 |
| 24–34 | 27–31 |       | 25–28 | 26–22 | 25–24 | 31–24 | 41–22 |
| 26–26 | 29–33 | 27–23 |       | 37–26 | 20–21 | 28–23 | 43–19 |
| 21–27 | 28–26 | 23–29 | 30–32 |       | 24–22 | 35–28 | 42–31 |
| 29–36 | 26–33 | 21–25 | 24–21 | 22–24 |       | 32–28 | 31–26 |
| 32–30 | 25–27 | 24–27 | 40–20 | 30–23 | 25–25 |       | 47–25 |
| 21–43 | 26–35 | 19–37 | 27–46 | 29–42 | 30–46 | 23–46 |       |

### B csoport
| #  | Csapat                             | M  | Gy | D | V  | G+  | G–  | Gk   | P  |
| -- | ---------------------------------- | -- | -- | - | -- | --- | --- | ---- | -- |
| 1. | Metz Handball                      | 14 | 12 | 1 | 1  | 429 | 352 | +77  | 25 |
| 2. | Győri Audi ETO KC                  | 14 | 11 | 0 | 3  | 444 | 347 | +97  | 22 |
| 3. | Team Esbjerg                       | 14 | 10 | 0 | 4  | 455 | 367 | +88  | 20 |
| 4. | CS Rapid București (női kézilabda) | 14 | 9  | 2 | 3  | 441 | 404 | +37  | 20 |
| 5. | Budućnost BEMAX                    | 14 | 6  | 1 | 7  | 346 | 366 | –20  | 13 |
| 6. | Storhamar HE                       | 14 | 4  | 0 | 10 | 377 | 406 | –29  | 8  |
| 7. | Kastamonu Belediyesi GSK           | 14 | 1  | 1 | 12 | 341 | 452 | –111 | 3  |
| 8. | RK Lokomotiva Zagreb               | 14 | 0  | 1 | 13 | 276 | 415 | –139 | 1  |

| MET   | ETO   | ESB   | RAP   | BUD   | STR   | KAS   | ZAG   |
| ----- | ----- | ----- | ----- | ----- | ----- | ----- | ----- |
|       | 29–28 | 26–24 | 36–34 | 29–23 | 31–22 | 35–24 | 38–13 |
| 24–28 |       | 29–28 | 32–30 | 32–19 | 39–26 | 44–25 | 32–16 |
| 35–28 | 29–31 |       | 35–30 | 30–20 | 35–25 | 39–31 | 33–20 |
| 32–32 | 30–27 | 34–32 |       | 39–29 | 27–25 | 28–22 | 27–22 |
| 28–36 | 23–25 | 23–28 | 30–30 |       | 24–23 | 10–0  | 25–18 |
| 24–26 | 21–35 | 25–34 | 29–36 | 25–27 |       | 31–29 | 37–13 |
| 23–28 | 27–39 | 27–43 | 26–33 | 27–40 | 28–33 |       | 26–23 |
| 18–27 | 16–27 | 18–30 | 27–31 | 24–25 | 22–31 | 26–26 |       |

## Egyenes kieséses szakasz

### Nyolcaddöntő
| 1. csapat               | Össz. | 2. csapat               | 1. mérk. | 2. mérk. |
| ----------------------- | ----- | ----------------------- | -------- | -------- |
| Storhamar HE            | 52–60 | Odense Håndbold         | 22–30    | 30–30    |
| Brest Bretagne Handball | 49–55 | Team Esbjerg            | 25–28    | 24–27    |
| Budućnost BEMAX         | 46–55 | FTC-Rail Cargo Hungaria | 24–28    | 22–27    |
| RK Krim                 | 53–54 | CS Rapid București      | 29–24    | 24–30    |

### Negyeddöntők
Egy oda-vissza vágó után dől el a Final Fourba jutás.
| 1. csapat                          | Össz. | 2. csapat           | 1. mérk. | 2. mérk. |
| ---------------------------------- | ----- | ------------------- | -------- | -------- |
| CS Rapid București (női kézilabda) | 56–71 | Vipers Kristiansand | 25–31    | 31–40    |
| FTC-Rail Cargo Hungaria            | 59–58 | Metz Handball       | 26–32    | 33–26    |
| Team Esbjerg                       | 65–59 | CSM București       | 32–28    | 33–31    |
| Odense Håndbold                    | 55–66 | Győri Audi ETO KC   | 27–29    | 28–37    |

### Final Four
A női kézilabda Bajnokok Ligája történelmében kilencedszer döntött a végső győztesről a Final Four. A mérkőzéseket június 3-án és 4-én rendezték Budapesten, az MVM Dome-ban.
|  |                     |                     |                 |                 |    |                     |                     |       |
|  | Elődöntők           | Elődöntők           | Elődöntők       |                 |    | Döntő               | Döntő               | Döntő |
|  | Elődöntők           | Elődöntők           | Elődöntők       |                 |    | Döntő               | Döntő               | Döntő |
|  | június 3.           |                     |                 |                 |    |                     |                     |       |
|  |                     |                     |                 |                 |    |                     |                     |       |
|  | Győri Audi ETO KC   | Győri Audi ETO KC   | 35              |                 |    |                     |                     |       |
|  | Győri Audi ETO KC   | Győri Audi ETO KC   | 35              | június 4.       |    |                     |                     |       |
|  | Vipers Kristiansand | Vipers Kristiansand | 37              |                 |    |                     |                     |       |
|  | Vipers Kristiansand | Vipers Kristiansand | 37              |                 |    | Vipers Kristiansand | Vipers Kristiansand | 28    |
|  | június 3.           |                     |                 |                 |    | Vipers Kristiansand | Vipers Kristiansand | 28    |
|  |                     |                     | Ferencvárosi TC | Ferencvárosi TC | 24 |                     |                     |       |
|  | Ferencvárosi TC     | Ferencvárosi TC     | Ferencvárosi TC | Ferencvárosi TC | 24 | 30                  |                     |       |
|  | Ferencvárosi TC     | Ferencvárosi TC     |                 |                 |    |                     |                     |       |
|  | Team Esbjerg        | Team Esbjerg        | 29              |                 |    |                     |                     |       |
|  | Team Esbjerg        | Team Esbjerg        | 29              | Bronzmérkőzés   |    |                     |                     |       |
|  |                     |                     |                 |                 |    |                     |                     |       |
|  | június 4.           |                     |                 |                 |    |                     |                     |       |
|  |                     |                     |                 |                 |    |                     |                     |       |
|  | Győri Audi ETO KC   | Győri Audi ETO KC   | 28              |                 |    |                     |                     |       |
|  | Győri Audi ETO KC   | Győri Audi ETO KC   | 28              |                 |    |                     |                     |       |
|  | Team Esbjerg        | Team Esbjerg        | 27              |                 |    |                     |                     |       |
|  | Team Esbjerg        | Team Esbjerg        | 27              |                 |    |                     |                     |       |

## Statisztikák

### Góllövőlista
| #   | Játékos           | Csapat                  | Gól |
| --- | ----------------- | ----------------------- | --- |
| 1.  | Henny Reistad     | Team Esbjerg            | 142 |
| 2.  | Markéta Jeřábková | Vipers Kristiansand     | 118 |
| 2.  | Cristina Neagu    | CSM București           | 118 |
| 4.  | Klujber Katrin    | FTC-Rail Cargo Hungaria | 114 |
| 5.  | Ana Gros          | Győri Audi ETO KC       | 99  |
| 6.  | Emily Bölk        | FTC-Rail Cargo Hungaria | 92  |
| 6.  | Angela Malestein  | FTC-Rail Cargo Hungaria | 92  |
| 6.  | Jovanka Radičević | RK Krim                 | 92  |
| 9.  | Anniken Obaidli   | Storhamar HE            | 91  |
| 10. | Milena Raičević   | Budućnost BEMAX         | 88  |